# Azelma
Azelma est l'un des personnages du roman Les Misérables de Victor Hugo. Elle est l’une des filles du couple Thénardier.

## Biographie du personnage
Elle est la fille cadette des Thénardier, sœur d'Éponine et de Gavroche. Bien qu'on en parle très peu tout au long du roman, elle sera l'un des rares personnages  encore vivants à la fin de l'œuvre : Thénardier et Azelma, survivants à leur famille en juin 1833 (on ignore ce que sont devenus les deux plus jeunes fils perdus de vue durant l'insurrection de juin 1832), quittent la France pour s'expatrier aux États-Unis. Avec l'argent donné par Marius pour qu'ils disparaissent de sa vie et de celle de Cosette, l'ancien exploiteur de Fantine et de Cosette y devient trafiquant d'esclaves. 